# إينوخال
بلدية إينوخال (بالإسبانية: Hinojal)‏، هي بلدية تقع في مقاطعة قصرش والتي تقع في منطقة إكستريمادورا، غرب إسبانيا.
يبلغ عدد سكانها 428 نسمة وفقاً لإحصائية سنة (2002).